# The Real McKenzies
The Real McKenzies — кельтик-панк-группа из Ванкувера, Канада, образованная в 1992 году. Музыка коллектива совмещает в себе древние сказания о подвигах шотландского народа и современные агрессивные гитарные рифы. На сегодняшний день группа записала семь студийных альбомов, два концертных альбома и множество компиляций.

## История группы
Группа The Real McKenzies была основана в 1992 году Полом МакКензи. Когда Пол был маленьким, бабушка и дедушка любили наряжать его в национальные шотландские одежды, в которых он пел и танцевал народные танцы, а также рассказывали различные истории о шотландском народе (подвигах Уильяма Уоллеса, о тирании английского короля Эдуарда на землях Шотландии и т. д.). Пол МакКензи утверждал: «Создание шотландской панк-группы — это возможность получить реванш (имея в виду поквитаться с Англией). Большое количество шотландцев иммигрировало в Канаду. Как видите — шотландцы выбрали северную часть Америки, а ирландцы — южную, как это всегда и было».
В 1995 году группа выпустила одноимённый альбом «The Real Mckenzies». Спустя четыре года после выпуска первого альбома, группу заприметил не кто иной, как Джои «Шитхед» Кейтли (фронтмэн легендарной канадской панк-банды D.O.A.) Именно он и взялся продюсировать следующее творение The Real McKenzies — «Clash Of the Tartans», выпустив их на лейбле Sudden death records. В дальнейшем The Real McKenzies издавались на Honest Don rec. до 2005 года. Альбомы «10,000 Shots» (2005), «Off The Leash» (2008) и «Westwinds» (2012) были изданы на легендарном лейбле Фэт Майка, лидера культовых NOFX Fat Wreck Chords records.
Real McKenzies настоящие короли дорог и искатели приключений, как и их древние предки. Они шесть раз отправлялись в турне по северной Америке, семь раз в Европу, где на выступлениях собирали бесчисленное количество народа. Канадские шотландцы выступали с такими известным панк-рок-группами как Rancid, NOFX, Шейн Макгован, Flogging Molly, Rise Against, Thrice, Bouncing Souls и другими. В России The Real McKenzies играли с группами Белфаст и Tintal.
На концертах, как истинные почитатели шотландского стиля, ребята появляются перед зрителями в килтах, высоких чулках и спорранах, добавляя к своему внешнему виду ирокезы.
Они выпустили свой последний альбом под названием «Westwinds» на 27 марта 2012 на лейбле Fat Wreck Chords.

## Творчество
Песни Real McKenzies повествуют об истории Шотландии, её народа, её героях, войнах, врагах, страдании шотландцев от вторжений на их земли. Также немного поют и о себе, о любимом национальном напитке виски и посиделках, связанных с ним.
В их творчестве есть каверы на старые шотландских хиты: Loch Lomond, Auld Lang Syne, а также присутствует пиратская тематика в песне «Mainland» (клип на эту песню есть на DVD «Pissed Tae Th' Gills») и трогательная и забавная композиция «Nessie» о Лохх-Несском чудовище одноимённого озера в Шотландии.

## Состав группы

### Участники
- Пол Маккензи — лид-вокал
- Курт «Дирти» Робертсон — гитара, вокал
- Горд Тейлор — волынка, бэк-вокал
- Шон Селлерс — ударные
- Марк «Боун» Боланд — гитара, вокал
- Гуомпер — бас-гитара

### Бывшие участники
- Anthony «Tony Baloney» Walker — гитара, вокал
- Paul Monk — мандолина, гитара, вокал
- Dave Gregg — гитара
- Angus MacFuzzybutt — бас
- Jamie Fawkes — бас
- Little Joe Raposo — бас, вокал
- Glenn McKruger — ударные
- Brad Lambert — ударные, вокал
- Brad Attitude — ударные
- Matt MacNasty — волынка
- Stuart MacNeil — волынка
- Mike MacDonald — волынка
- Matthew Hawley — волынка
- Anthony Kerr — волынка

## Дискография

### Студийные альбомы
- 1995 — McKenzies
- 1998 — Clash of the Tartans
- 2001 — Loch’d and Loaded
- 2003 — Oot & Aboot
- 2005 — 10,000 Shots
- 2008 — Off The Leash
- 2012 — Westwinds
- 2015 — Rats in the Burlap
- 2017 — Two Devils Will Talk
- 2020 — Beer and Loathing

### Концертные альбомы
- 2002 — Pissed Tae Th' Gills — A Drunken Live Tribute To Robbie Burns
- 2010 — Shine Not Burn

### Компиляции
- Short Music for Short People, 1999
- Alpha Motherfuckers — A Tribute To Turbonegro, 2001
- Agropop Now, 2003
- «Floyd:..

And Out Come The Teeth» A free Fat Wreck Chords compilation CD handed out at the Fat tent on the 2001 Warped Tour
- SHOT SPOTS-Trooper Tribute.
- Live From Europe, Deconstruction Tour 2003.

## Другие группы из Канады
- Irish Moutarde
- The Mahones
- The Dreadnoughts